# Iconoclast EP
Iconoclast, es el EP debut de Ascension of the Watchers, el proyecto liderado por el cantante de Fear Factory Burton C. Bell y John Bechdel de (Ministry, Killing Joke, False Icons). El EP estuvo disponible en 2005 a través del sitio web de la banda.
'Iconoclast' se lanzó en dos formatos: un vinilo negro de 12", plegable a todo color en una edición limitada de 500 ejemplares; y como un CD mejorado, con una edición limitada de 1000 ejemplares. El CD incluía las cinco canciones 'Evading', 'Residual Presence', 'On The River', 'Moonshine' y 'Quintessence', así como un vídeo de 'On the River', una entrevista con Burton y John, y enlaces a sitios web. El CD y el vinilo con diferentes ilustraciones y fotografías de Burton. Con cada compra se incluía una foto promocional autografiada.
Burton describió la música como reminiscente de Pink Floyd, The Cure y, como era de esperar, Killing Joke.
En cuanto a las comparaciones entre Ascension of the Watchers y Fear Factory, Bell dijo: "La única similitud es que estoy cantando. Tiene melodía; Fear Factory tiene melodía, pero es la música que he escrito con John. Así que no es como metal, no es percusivo; es más orgánico, una sensación de textura de paisaje. Es totalmente como una especie de cosa hipnótica".

## Recepción de la crítica
Cuando piensas en Fear Factory, generalmente te vienen a la mente sonidos industriales aplastantes. Por eso, será una sorpresa para el fan promedio de FF descubrir Iconoclast, el EP debut hipnótico y con aires de paisaje sonoro de la banda paralela de Burton C. Bell, Ascension of the Watchers. Lanzado a través de su sitio web, www.ascensionofthewatchers.com, el EP de cinco pistas muestra a Bell colaborando únicamente con el extecladista de Prong y Killing Joke, John Bechdel. 'On the River' no sonaría fuera de lugar en un lanzamiento de The Cure de finales de los 80, mientras que 'Quintessence', la canción instrumental al estilo Dark Side of the Moon. Algunos proyectos paralelos parecen muy innecesarios en el ámbito del rock, pero no habría lugar para este estilo de música en un lanzamiento promedio de Fear Factory. Iconoclast es una agradable sorpresa y un viaje auditivo a partes iguales, especialmente si se escucha de principio a fin

## Lista de canciones
| N.º | Título                        | Duración |  |
| 1.  | «Evading»                     | 7:34     |  |
| 2.  | «Residual Presence»           | 5:54     |  |
| 3.  | «On the River»                | 4:26     |  |
| 4.  | «Moonshine»                   | 5:28     |  |
| 5.  | «Quintessence» (Instrumental) | 10:08    |  |
| 6.  | «On the River» (Video1)       | 4:25     |  |
| 7.  | «Entrevista» (Video2)         | 3:50     |  |

## Personal
- Burton C. Bell - voz, guitarra,  bajo, teclados, samples, ritmos
- John Bechdel - teclados, programación, bajos, ritmos[5]